# Światowy ranking snookerowy 1977/1978
Światowy ranking snookerowy 1977/1978 – lista przedstawia 25 najlepszych snookerzystów sezonu 1977/78. Pierwszą pozycję zajął Walijczyk – Ray Reardon.

## Klasyfikacja 1977/78
| Poz. | Zawodnik        | Państwo           |
| ---- | --------------- | ----------------- |
| 1    | Ray Reardon     | Walia             |
| 2    | John Spencer    | Anglia            |
| 3    | Eddie Charlton  | Australia         |
| 4    | Dennis Taylor   | Irlandia Północna |
| 5    | Alex Higgins    | Irlandia Północna |
| 6    | Cliff Thorburn  | Kanada            |
| 7    | John Pulman     | Anglia            |
| 8    | Graham Miles    | Anglia            |
| 9    | Fred Davis      | Anglia            |
| 10   | Perrie Mans     | Południowa Afryka |
| 11   | Rex Williams    | Anglia            |
| 12   | David Taylor    | Anglia            |
| 13   | Gary Owen       | Walia             |
| 14   | Doug Mountjoy   | Walia             |
| 15   | Jim Meadowcroft | Anglia            |
| 16   | John Dunning    | Anglia            |
| 17   | Bill Werbeniuk  | Kanada            |
| 18   | John Virgo      | Anglia            |
| 19   | Patsy Fagan     | Irlandia          |
| 20   | Willie Thorne   | Anglia            |
| 21   | Ian Anderson    | Australia         |
| 22   | Warren Simpson  | Australia         |
| 23   | Marcus Owen     | Anglia            |
| 24   | Bernard Bennett | Anglia            |
| 25   | Paddy Morgan    | Australia         |